# 茲納米里夫卡
50°58′36″N 26°1′31″E / 50.97667°N 26.02528°E
茲納米里夫卡（烏克蘭語：Знамирівка），是烏克蘭的村落，位於該國西部沃倫州，由盧茨克區負責管轄，始建於1890年，面積0.66平方公里，海拔高度189米，2001年人口298，人口密度每平方公里450.15人。